# 1439
1439 (MCDXXXIX) var ett normalår som började en torsdag i den julianska kalendern.

## Händelser

### Januari
- 9 januari – Det finska upproret, som utbröt året innan, nedslås.
- 13 januari – Karl Knutsson (Bonde) låter fängsla drotsen och maktrivalen Kristiern Nilsson (Vasa) i Överfallet på Rävelsta.

### Februari
- Februari–augusti – Nils Stensson (Natt och Dag) hotar Karl Knutssons ställning genom upprepade fälttåg i Östergötland. Han besegras dock.

### Juni
- 23 juni – Kung Erik av Pommern avsätts i Danmark.

### Augusti
- 21 augusti – Svenskarna och danskarna sluter stillestånd i Arkösund.

### September
- 29 september eller 1 oktober – Svenska rådet avsätter kung Erik i Sverige vid ett möte i Telge hus.

### November
- November – Nils Stensson blir överfallen och dödad, sannolikt på Karl Knutssons initiativ.

### Okänt datum
- Sommaren – Svenskarna, under ledning av Karl Knutsson, besegrar danskarna i slaget vid Älvsborg.
- Stenssönerna, kung Eriks allierade, tvingas kapitulera och överlämna Stegeborgs slott och Kalmar slott till Karl Knutsson.
- Biskop Thomas Simonsson skriver sin berömda Frihetsvisan till stöd för Karl Knutsson.
- Sverige drabbas på nytt av pesten.

## Födda
- 29 maj – Pius III, född Francesco Todeschini Piccolomini, påve 22 september–18 oktober 1503.
- Johanna av Portugal, drottning av Kastilien.

## Avlidna
- November – Nils Stensson (Natt och Dag), svenskt riksråd, marsk sedan i mars detta år (mördad).
- Maria av Trapezunt, bysantinsk kejsarinna.